# Vlaamse Radio- en Televisieomroeporganisatie
Vlaamse Radio- en Televisieomroeporganisatie (VRT) – belgijski publiczny nadawca radiowo-telewizyjny, produkujący programy w języku niderlandzkim, istniejący od 1930 roku.
Obecna nazwa stosowana jest od 1991 roku.

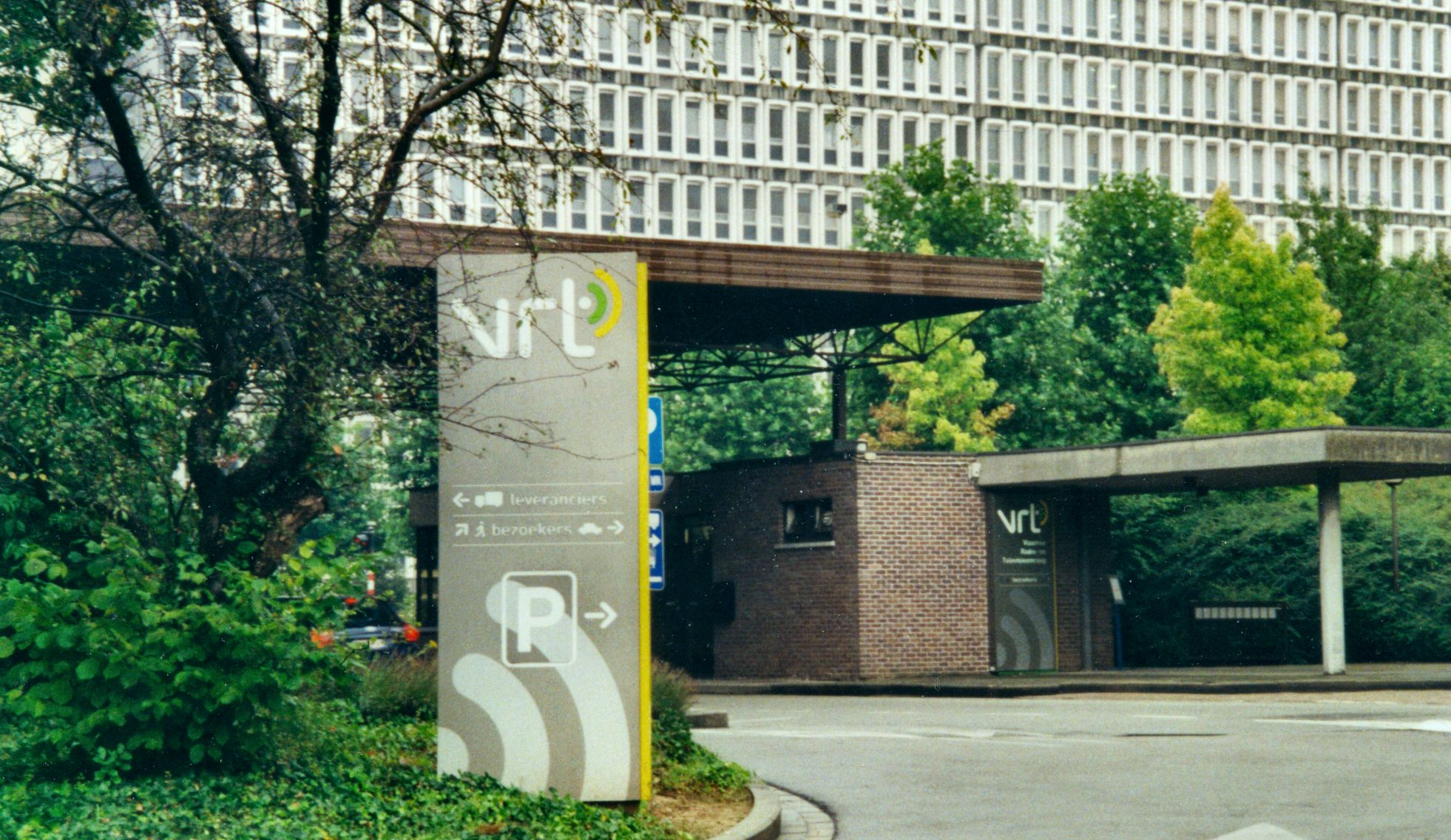
Siedziba VRT w Brukseli

VRT nadaje obecnie dziesięć kanałów radiowych i dwa telewizyjne: VRT 1 (wcześniej TV1 lub één) i, dzielące jeden kanał, stacje: dziecięca Ketnet i kulturalna VRT Canvas.
Francuskojęzycznym odpowiednikiem VRT jest RTBF.